# Volksabstimmungen in der Schweiz 1877
Dieser Artikel bietet eine Übersicht der Volksabstimmungen in der Schweiz im Jahr 1877.
In der Schweiz fanden auf Bundesebene drei Volksabstimmungen statt, alle im Rahmen eines einzigen Urnengangs am 21. Oktober. Es handelte sich jeweils um ein fakultatives Referendum.

## Abstimmungen am 21. Oktober 1877

### Ergebnisse
| Nr. | Vorlage | Art | Stimm- berechtigte | Abgegebene Stimmen | Beteiligung | Gültige Stimmen | Ja      | Nein    | Ja-Anteil | Nein-Anteil | Stände | Ergebnis |
| --- | --- | --- | ------------------ | ------------------ | ----------- | --------------- | ------- | ------- | --------- | ----------- | ------ | -------- |
| 17  | Bundesgesetz betreffend die Arbeit in den Fabriken                                                                                              | FR  | k. A.              | k. A.              | k. A.       | 352'061         | 181'204 | 170'857 | 51,47 %   | 48,53 %     | –      | ja       |
| 18  | Bundesgesetz betreffend den Militärpflichtersatz                                                                                                | FR  | k. A.              | k. A.              | k. A.       | 351'606         | 170'223 | 181'383 | 48,41 %   | 51,59 %     | –      | nein     |
| 19  | Bundesgesetz betreffend die politischen Rechte der Niedergelassenen und Aufenthalter und den Verlust der politischen Rechte der Schweizerbürger | FR  | k. A.              | k. A.              | k. A.       | 344'787         | 131'557 | 213'230 | 38,16 %   | 61,84 %     | –      | nein     |

### Fabrikgesetz
Mit der Totalrevision der Bundesverfassung von 1874 erhielt der Bund die Kompetenz, ein schweizweit einheitliches Fabrikgesetz einzuführen. Der vom Parlament angenommene Gesetzesentwurf orientierte sich in hohem Masse an dem seit 1872 gültigen Fabrikgesetz des Kantons Glarus, zurückzuführen auf den Einfluss des zuständigen Glarner Bundesrates Joachim Heer. Er legte unter anderem einen 11-Stunden-Tag fest, regelte die Nacht- und Sonntagsarbeit, gewährte Frauen einen obligatorischen achtwöchigen Schwangerschaftsurlaub (wenn auch ohne gesetzlich garantierte Lohnfortzahlung) und beinhaltete ein Arbeitsverbot für Kinder unter 14 Jahren. Ein Fabrikinspektorat sollte die Einhaltung der Bestimmungen überwachen. Einzige echte Neuheit war die Einführung einer Haftpflicht der Arbeitgeber. Gegen das Gesetz brachten zürcherische Spinnereifabrikanten, der aargauische Industrieverein und der Schweizerische Handels- und Industrieverein ein Referendum zustande. Sie betrachteten die Bestimmungen als «besonders stossende Eingriffe in das freie Spiel der Konkurrenz» und behaupteten, das Gesetz sei aufgrund der schlechten Wirtschaftslage für die Industrie verhängnisvoll. Ihnen gegenüber stand eine breite Allianz von Arbeiterorganisationen, Freisinnigen und Katholisch-Konservativen. Sie bezeichneten das Gesetz als sozialen Fortschritt und als «erste Stufe zur Befreiung aus Knechtschaft und Sklaverei». Die Befürworter der einheitlichen Fabrikgesetzgebung setzten sich knapp durch.

### Militärpflichtersatz
Nur vier Monate nach der Ablehnung des Gesetzes über den Militärpflichtersatz präsentierte der Bundesrat im November 1876 einen neuen Entwurf. Den mutmasslichen Motiven für die Ablehnung der ersten Vorlage versuchte er durch mehrere Erleichterungen (beispielsweise einen maximalen Steuerbetrag) zu begegnen. Da der protestantisch-konservative Eidgenössische Verein seine Forderungen nicht erfüllt sah, ergriff er mit Unterstützung des Grütlivereins erneut das Referendum. Während die Befürworter auf die Verbesserungen hinwiesen, warfen die Gegner dem Bund vor, erneut unnötig hohe Steuersätze festgelegt zu haben und vor allem höhere Einnahmen für die Staatskasse generieren zu wollen. Ebenso fördere die geplante Besteuerung der Auslandschweizer Austritte aus dem Schweizer Bürgerrecht. Im Vergleich zur Vorlage des Jahres 1876 fiel die Ablehnung weniger deutlich aus. Daraufhin legte der Bundesrat einen weiteren Entwurf vor, der insbesondere auf die Progression bei den Steuersätzen verzichtete; schliesslich trat das Gesetz im Oktober 1878 in Kraft.

### Politische Rechte
Gut ein Jahr nachdem das Stimmrechtsgesetz in einer Referendumsabstimmung gescheitert war, präsentierte der Bundesrat im Oktober 1876 einen überarbeiteten Gesetzesentwurf und nahm darin die Kritik der fehlenden Differenzierung zwischen Niedergelassenen und Aufenthaltern auf. Am Prinzip, dass nicht nur Niedergelassene, sondern auch Aufenthalter das volle Stimmrecht in Gemeindeangelegenheiten erhalten sollen, wollte er hingegen nicht rütteln, obwohl dies der Hauptkritikpunkt der konservativen Gegnerschaft gewesen war. Erneut brachte der Eidgenössische Verein ein Referendum zustande. Angesichts der nur unwesentlichen Anpassungen waren die Ausgangslage im Abstimmungskampf und die Argumente fast identisch mit jenen von 1876. Zu den damaligen Gegnern gesellten sich die Radikaldemokraten und der Grütliverein, da die zweite Vorlage zu wenig weit gehe und zu sehr verwässert worden sei. 1876 hatten Gegner und Befürworter nur rund 5'000 Stimmen getrennt, dieses Mal siegten die Gegner mit über 80'000 Stimmen Unterschied.